# Целушки
Целушки (пол. Ciełuszki, бел. Цялушкі) — деревня в Белостокском повете Подляского воеводства Польши. Входит в состав гмины Заблудув. Находится примерно в 28 км к юго-востоку от города Белосток. По данным переписи 2011 года, в деревне проживало 89 человек.

## Население
Жители деревни — этнические белорусы, разговаривающие на подляшском диалекте, православные (прихожане храма Покрова Божией Матери в Пухлах).

## История
Целушки существовали уже в XVI веке. Тогда здесь даже была церковь, а село носило название Святители. По мнению Григория Сосны, название Целушки произошло от языческого капища, находившегося где-то рядом с деревней. В межвоенный период Целушки входили в состав гмины Нарев Бельского повета Белостокского воеводства. По данным польской переписи населения 1921 года, там проживало 188 жителей (все православные белорусы). В межвоенный период, когда польские власти ликвидировали православный приход в Пухлах, Целушки принадлежали к приходу в Рыболах, а с 1928 года к филиалу этого прихода в Тшесьцянке. Одновременно Целушки стали местным центром культа секты Ильи Климовича из Грыбовшчыны под Крынками. При отступлении в 1944 года немцы сожгли в сарае рядом с деревней несколько жителей Целушек.
В деревне был установлен памятник солдатам 3-й армии, погибших в июле 1944 года.